# Lidsjön (Alanäs socken, Jämtland)
Lidsjön är en sjö i Strömsunds kommun i Jämtland och ingår i Ångermanälvens huvudavrinningsområde. Sjön har en area på 1,22 kvadratkilometer och ligger 303,2 meter över havet. Sjön avvattnas av vattendraget Gissmansvattenån.

## Delavrinningsområde
Lidsjön ingår i det delavrinningsområde (713533-147227) som SMHI kallar för Utloppet av Lidsjön. Medelhöjden är 358 meter över havet och ytan är 5,65 kvadratkilometer. Det finns inga avrinningsområden uppströms utan avrinningsområdet är högsta punkten. Gissmansvattenån som avvattnar avrinningsområdet har biflödesordning 4, vilket innebär att vattnet flödar genom totalt 4 vattendrag innan det når havet efter 242 kilometer. Avrinningsområdet består mestadels av skog (76 procent). Avrinningsområdet har 1,22 kvadratkilometer vattenytor vilket ger det en sjöprocent på 21,7 procent.